# Giovanni Battista della Rovere
Giovanni Battista della Rovere, detto Il Fiamminghino (Milano, 1561 – Milano, 1627), è stato un pittore italiano.

## Biografia
Fratello maggiore di Giovan Mauro della Rovere, lavorò con lui per l'intero arco della sua carriera artistica. Chiamato "Il Fiamminghino" come il fratello, poiché entrambi figli di un abitante di Anversa trasferitosi nel capoluogo lombardo. Il cognome originariamente è con molta probabilità "Roux d'Emes", italianizzato in della Rovere.
Scarse le informazioni sulla sua vita artistica, agì principalmente in Lombardia, tra la natia Milano e Varese. I suoi affreschi di maggior pregio sono individuabili nel Santuario del Sacro Monte di Varese e in alcune cappelle dello stesso percorso sacro. Lavorò nel duomo di Monza realizzando con Giuseppe Meda il grande affresco delle storie di san Giovanni Battista, forse uo primo lavoro.
Nota l'opera del 1602 L'Attentato, che si riferisce all'atto terroristico perpetrato con l'archibugio ai danni di Carlo Borromeo, facente parte della serie di dipinti dei Quadroni di San Carlo in Milano. Tra il 1623 e il 1628 affrescò la chiesa del monastero di Santa Maria Teodote a Pavia. La sua ultima opera, eseguita nel 1629, sono gli affreschi della chiesa di Santa Maria delle Grazie a Pavia.